# Melastoma sanguineum
Melastoma sanguineum là một loài thực vật có hoa trong họ Mua. Loài này được Sims mô tả khoa học đầu tiên năm 1821.

## Mô tả
Melastoma sanguineum là những cây bụi mọc thẳng hoặc những cây nhỏ cao tới 2 đến 4 m. Lá có hình trứng dài 10 đến 20 cm.
Quả ở dạng quả mọng dài 15 mm với 6 ô và nhiều hạt nhỏ. Số nhiễm sắc thể 2n = 56. 

## Phân bố
Là loài bản địa từ bán đảo Mã Lai, Java, Sumatra, Việt Nam và miền nam Trung Quốc. Thỉnh thoảng được trồng ở Hawaii. Các quần thể du nhập đã thoát khỏi canh tác và đang lan rộng trên đảo Hawaii trong khu vực Keaukaha và trên đường cao tốc từ vườn viên quốc gia núi lửa Hawaii đến Hilo. 

## Hình ảnh

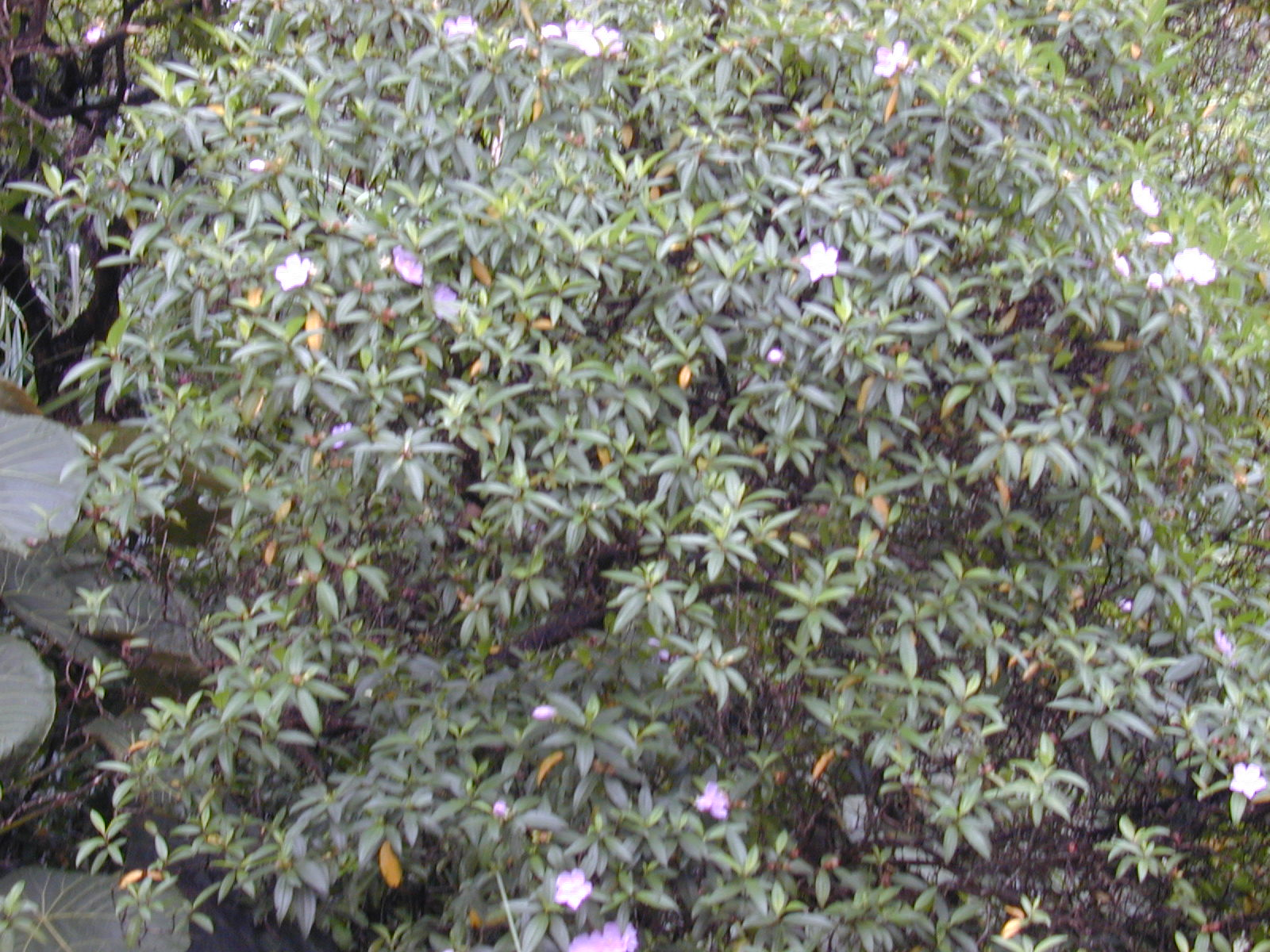
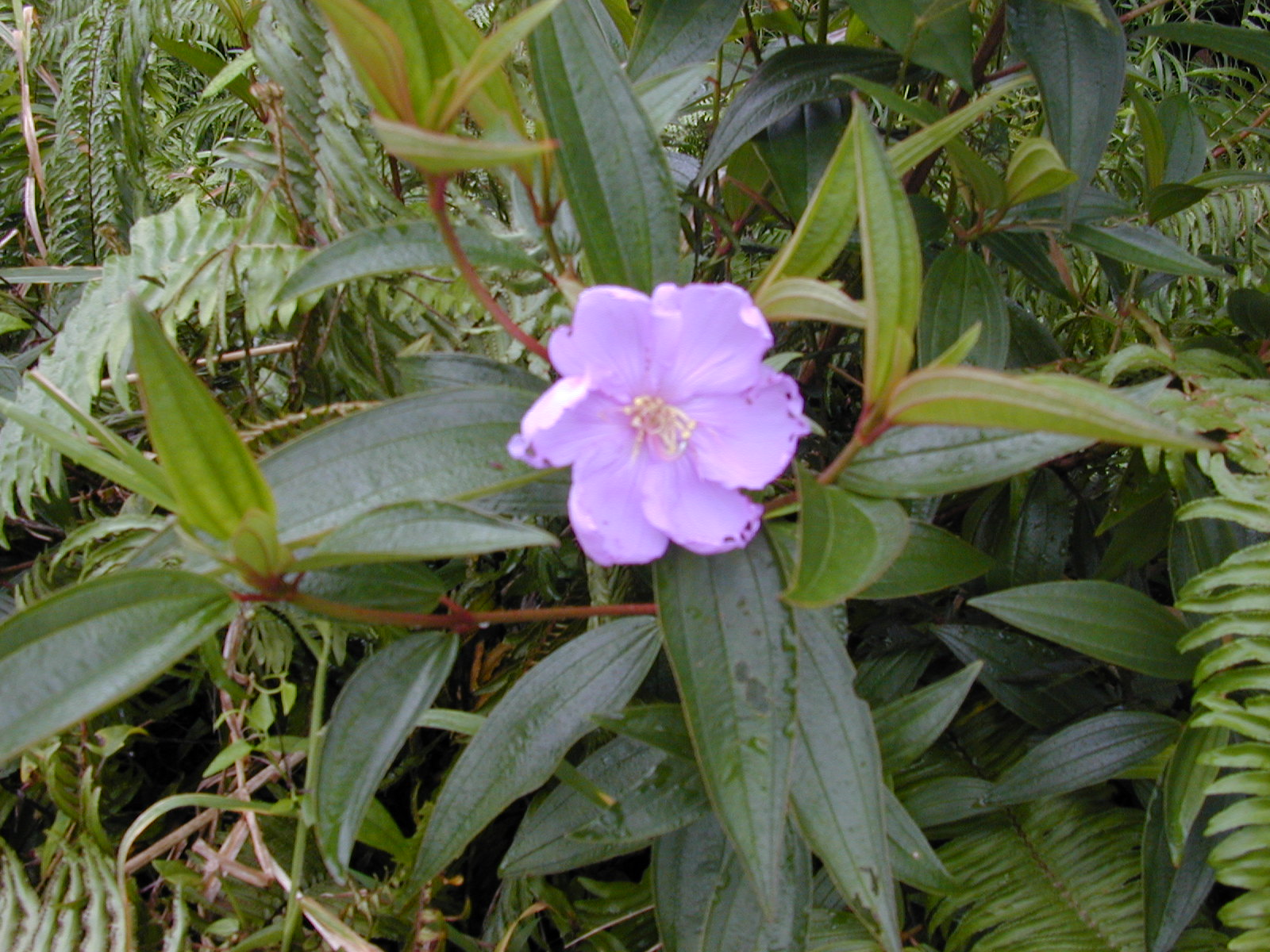
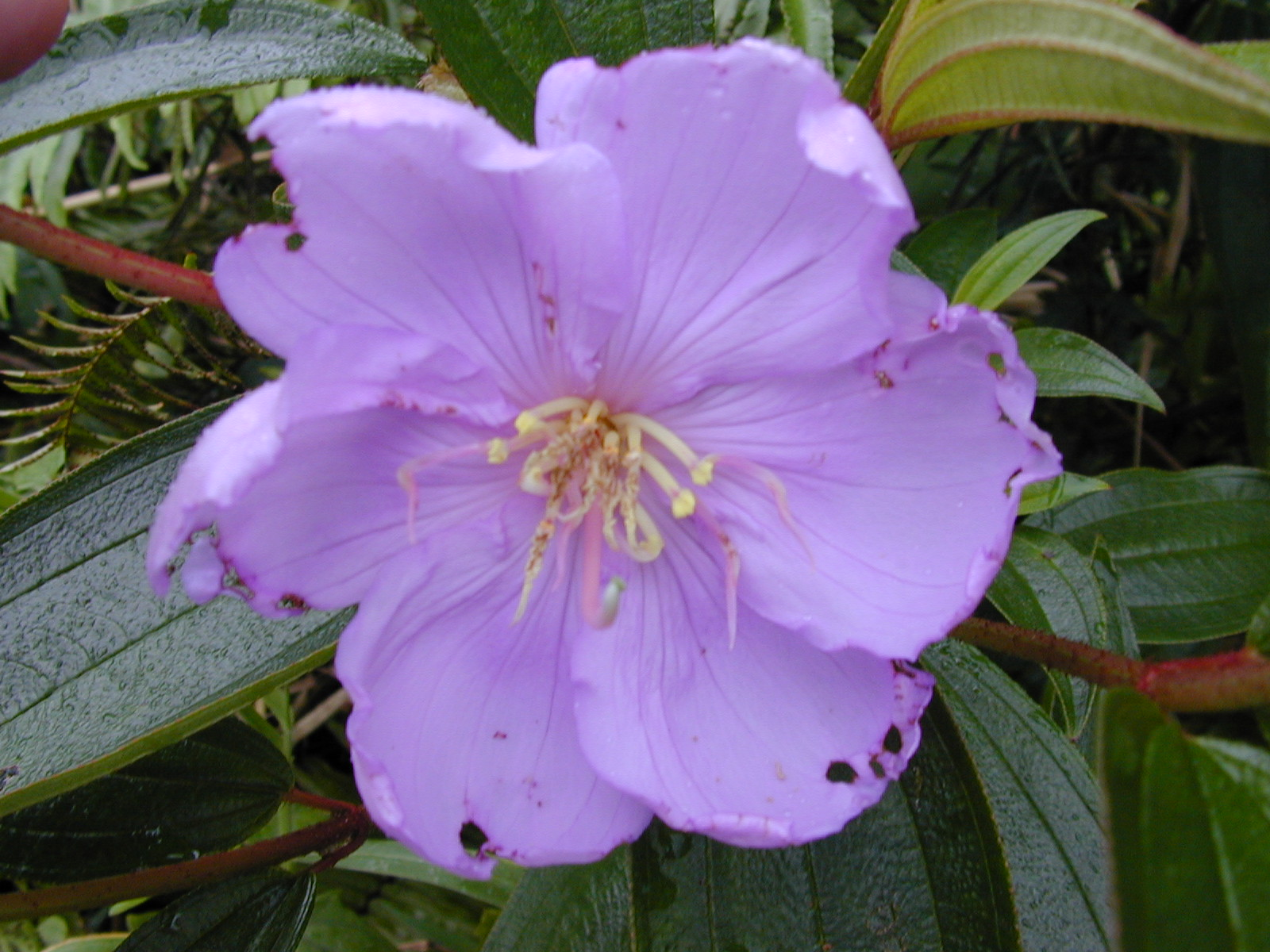
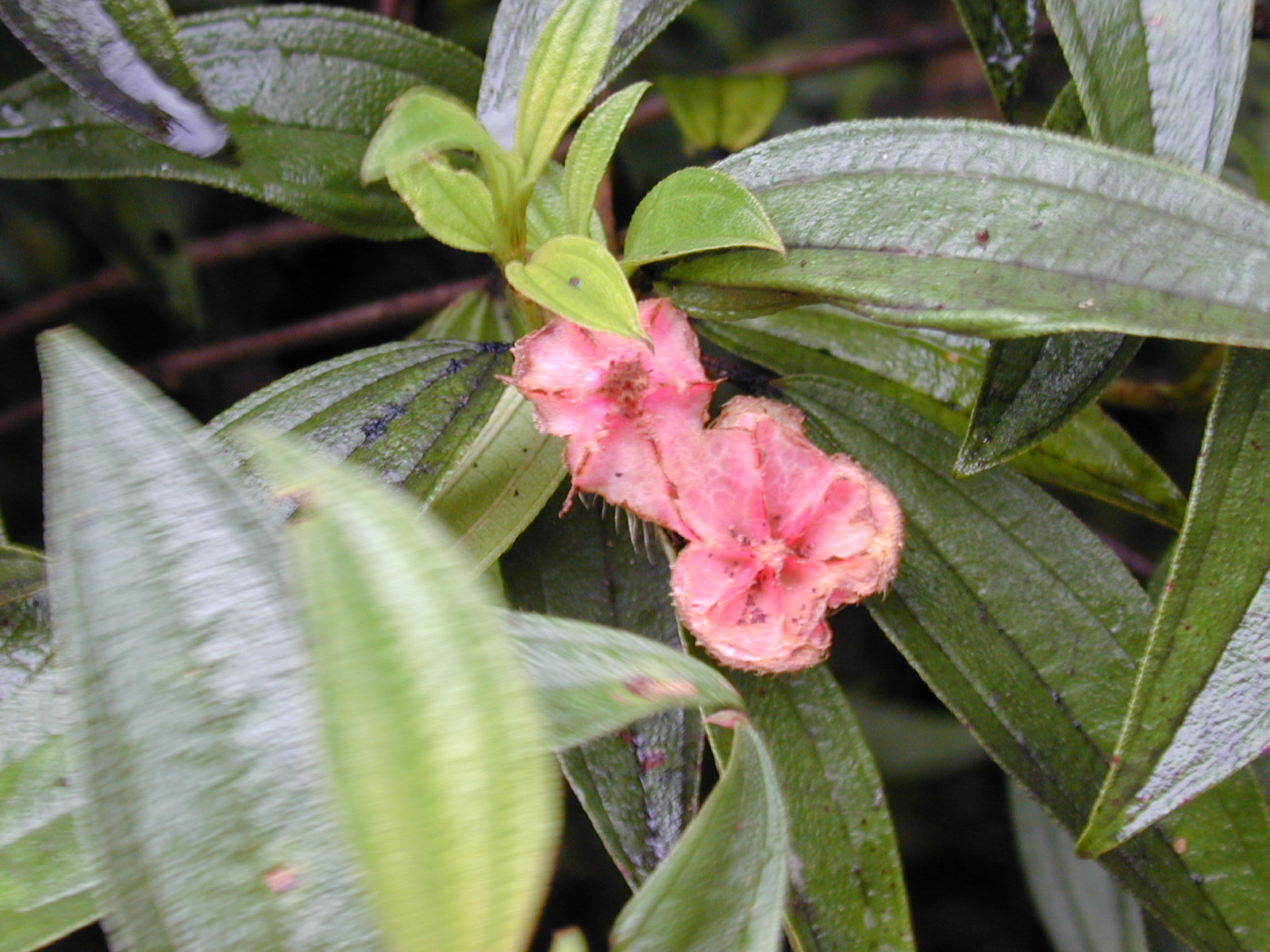